# Maupal
Mauro Pallotta, detto Maupal (Roma, 1972), è un pittore e writer italiano, la cui popolarità è esplosa nel 2014 come artista di strada (murali).

## Biografia
Mauro Pallotta nasce a Roma il 20 maggio 1972, nella clinica Santa Rita da Cascia, nel rione Prati. Primogenito di tre figli, è figlio di Mario Pallotta (1945-2021) e Daniela Anceschi (1952), ed è fratello di Maria (1974) e Luca (1985). La sua famiglia paterna è da generazioni legata al rione Borgo, mentre quella materna ai rioni Ponte e Regola, entrambe con un forte radicamento con la città di Roma.
Fin dalla tenera età dimostra un precoce talento artistico, incentivato dal nonno paterno Carlo, che lo guida fin dalla scuola materna nello studio del disegno, della pittura e dei grandi maestri. Dopo aver frequentato le scuole elementari presso le suore di Carità dell’Immacolata Concezione d’Ivrea e la scuola media Dante Alighieri, si diploma al Liceo Artistico “Alessandro Caravillani”  di Roma con indirizzo Architettura.
Tra il 1992 e il 1993 presta servizio militare a Milano nel Terzo Reggimento Bersaglieri, senza mai abbandonare l’arte. In seguito, si iscrive alla Accademia delle Belle Arti di Roma, ma nel 1994 un infortunio al ginocchio e la diagnosi di un deficit congenito di proteina S lo costringono ad allontanarsi temporaneamente dall'attività artistica.
Durante un lungo periodo segnato da difficoltà economiche e di salute, Mauro si sostiene con lavori precari (cameriere, lavapiatti, facchino, venditore di bibite), pur mantenendo viva la sua ricerca artistica. Nel 2002 avvia una collaborazione fino al 2003 con la Fondazione Adriano Olivetti, grazie al presidente Bartolomeo Pietromarchi, presso al sede di Roma. Quindi nel biennio successivo (2003-2004) ha lavorato presso l'allora Fondazione Pierpaolo Pasolini con la presidente Laura Betti, anche in questo caso in ruoli di assistenza artistica.
Nel 2003 riavvia più intensamente l'attività artistica riuscendo a ottenere un piccolo spazio nell’Istituto Tozzi a Roma, che diventa il suo primo vero studio d’artista, segnando la rinascita del suo percorso creativo.
Lo pseudonimo Maupal nasce un po' per caso per sintetizzare il nome e cognome, tra il 2008 e il 2013, senza che ci sia una data precisa né un motivo specifico.
Dal 2014 acquisisce un notorietà mondiale per i murali  raffiguranti dapprima Papa Francesco. Da allora l'attività artistica è molto intensa. L'artista continua a vivere nel rione Borgo Prati, a ridosso del Vaticano e lavora principalmente nel suo studio di casa.

## L'attività artistica
Fin dal periodo degli studi, si dedica inizialmente alla pittura e alla scultura sperimentale, utilizzando materiali non convenzionali come lana d'acciaio, carta, vetro e plastica. La lana d'acciaio, in particolare, diventa il materiale distintivo della sua cifra stilistica, portandolo a creare oltre cento opere.
Nel 2001 il gallerista Danilo de’ Cocci scopre casualmente le sue opere nel Pub Nuvolari (dove Mauro lavorava), proponendogli una mostra personale e avviando una collaborazione che lo porta a esporre in fiere e gallerie. Negli anni successivi viaggia molto, vivendo e lavorando tra Barcellona, Berlino e Londra. Da allora la collaborazione, più che ventennale, con il gallerista prosegue  con eventi e mostre.
La svolta arriva nel 2014 con l’opera di street art “Super Pope” , che raffigura Papa Francesco I come supereroe in una rappresentazione ironica e affettuosa. L’opera, applicata clandestinamente su un muro vicino al Vaticano, diventa virale e segna l'inizio del suo successo internazionale come street artist. Tra il 2014 e il 2015 i suoi trascorsi del 2003, per la collaborazione artistica in memoria di Pier Paolo Pasolini, lo portano ad esprimere l'opera "L'occhio è l'unico che può accorgersi della bellezza"  dapprima in Via Fanfulla da Lodi, quartiere Pigneto di Roma e poi al Centro di Formazione Professionale intitolato a Pasolini a Ostia (via Domenico Baggio 143, all’Idroscalo).
Nel 2016 la rivista Newyorchese Artnet lo ha inserito nella sua lista dei trenta  street artist più influenti al mondo per il suo SuperPope, le suore in monopattino, l'ex premier italiano Conte come il ginnasta Yury Chechi.
Da allora Maupal espone principalmente a Roma e Londra, diventando un esponente riconosciuto della street art mondiale. Tra i suoi soggetti figurano personaggi politici come Donald Trump, Angela Merkel, Giuseppe Conte e la Regina Elisabetta II, ma affronta anche tematiche sociali quali migrazioni, violenza di genere, cambiamento climatico e parità di genere.
Realizza performance e opere per enti pubblici e religiosi, come l’opera murale per la FIGC nel centro di Coverciano , il calendario ufficiale  della Guardia Costiera (2022) e mostre in contesti sacri come quella nella Basilica Superiore di San Francesco ad Assisi nel 2022. Da febbraio 2023 un suo murale  "Spinta per la Pace", completato da due piccoli ricoverati, abbellisce i muri dell'Ospedale Bambino Gesù di Roma.
Di maggio 2023 (5-6) la performance di strada  in omaggio al "Marchese del Grillo" a Fabriano, città natale dello storico personaggio immortalato da Mario Monicelli, con Alberto Sordi, proprio nella città natale del personaggio storico realmente vissuto.
Collabora regolarmente con l’Osservatore di Strada, periodico dell'Osservatore Romano, organo di stampa del Vaticano, ed è attivo nella formazione artistica nelle carceri e nelle scuole, anche in collaborazione con UNICEF e l’Accademia di Belle Arti di Roma.
In particolare non conosce interruzioni l'attività nelle carceri  a favore del reinserimento dei detenuti. Dal 2011 ha organizzato e partecipato in prima persona a workshop "dietro le sbarre" (Catanzaro, Padova, Milano, Napoli, Nisida), lavorando con detenuti di ogni età, minorenni e settantenni, artisti per qualche giorno, intenti a realizzare murales sotto la guida.

## Maupal ispirato da Papa Francesco
Parte importante della notorietà di Maupal, dal 2014 in poi, è dovuta alla simpatia che i suoi disegni ispirati a Papa Francesco hanno suscitato nella gente, come pure nel Pontefice stesso. Innumerevoli sono i lavori dedicati a Francesco, dal primo Super-Pope del 2014, all'ultimo del 24 aprile 2025 in ricordo del Papa morto da pochi giorni. Molti lavori sono stati raccolti in un video dello stesso autore. Questa forte spinta a raffigurare in forme esteriori le qualità interiori del Pontefice ha portato Maupal a incontrarsi alcune volte con Papa Francesco, ed è stata ricordata in un garbato servizio del TG1 del 24 aprile 2025, edizione delle 20:00 (al minuto 29).

## Esperienze e collaborazioni estere

### Spagna
A Barcellona ha collaborato con l'oramai chiusa Jean galleria "Paul Perrier - Fine Art" di Carrer de Mèxic, 5, Sants-Montjuïc, esponendo alcune delle opere più iconiche.

### Portogallo
A Lisbona (2023) per la Giornata Mondiale della Gioventù.

### Regno Unito
A Londra ha esposto ed è inserito nei cataloghi di "Le Dame Art Gallery"  ed ha collaborato con l'università Kings College.

### Irlanda
Ha collaborato a Dublino in Irlanda con Dublin City Council per il progetto "Dublin Canvas".

### Italia
Collabora costantemente con la "Fondazione per le Scienze Religiose" di Bologna; ha collaborato con UNICEF nella città di Bologna con gruppi di ragazzini rifugiati di guerra; collaborazione professionale continuativa con l'Osservatore romano.

### Polonia
Esposto a Poznan con "Malta Foundation"; Cracovia (2016) per la Giornata Mondiale della Gioventù;

### Francia
A Parigi con "Notorious Brand - Agence de production d’Art Urbain".

### Malta
A la Valletta "Fondazione italiani.it in collaborazione con il Centro Europeo Studi Culturali".

### USA
A Miami in Florida per Miami Art Basel con la "Ca' d'oro Art Gallery"; sempre a Miami in Florida ha collaborato con la "Fundacion Ramon Panè".

### Germania
Collabora con continuità con "Goethe Schule" di Bochum in Germania.

## Mostre ed esposizioni
- 2021 - Italia, Porto San Giorgio - Vocabolario Maupal "Le origini" - Monocromo Contemporary Art - agosto 2021
- 2022 - Italia, Assisi - Mostra "Papale papale" Portico meridionale della piazza inferiore della Basilica di San Francesco - 15/09-6/11
- 2022 - Italia, Viareggio - Festival della Street Art (18 artisti) Permanente a cielo aperto sui portoni dei Magazzini del pesce - 16/5-19/5
- 2022 - Italia, Schio - Il linguaggio della Street Art” negli spazi del Lanificio Conte di Largo Fusinelle - 10/12-18/12
- 2023 - Italia, Roma - Mostra collettiva Nativitag (opera Presepe 2023) - Margutta veggy food & art di Roma - febbraio 2024
- 2023 - Malta, La Valletta - Mostra Artisti romani a Malta - 134 Old Bakery Street - ottobre 2023